# Rebbachisauridae
Rebbachisauridae — родина завроподових динозаврів, відомих за фрагментарними викопними рештками з крейди Південної Америки, Африки, Північної Америки, Європи та, можливо, Центральної Азії.
На основі кістяків Katepensaurus, Amazonsaurus і Tataouinea відомо, що мали порожнини в кістках (пневматичність скелета), відносно більші, ніж у решти завроподів. Можливо, що за рахунок зменшення маси тіла вони мінімізовували тепловиділення у жаркому кліматі, хоча відомо, що інші завроподи, які жили в тих же кліматичних умовах, не мали такого пристосування.